# Kirchheim Knights
Kirchheim Knights è una società cestistica, facente parte della polisportiva VfL Kirchheim/Teck, avente sede a Kirchheim unter Teck, in Germania. Fondata nel 2006, gioca nel campionato tedesco.
Disputa le partite interne nella Sporthalle Stadtmitte, che ha una capacità di 1.200 spettatori.

## Roster 2023-2024
Aggiornato al 12 aprile 2024.
|    | Naz.                                         | Ruolo | Sportivo           | Anno | Alt. | Peso | Note |
| -- | -------------------------------------------- | ----- | ------------------ | ---- | ---- | ---- | ---- |
| 0  | Stati Uniti (bandiera) · Germania (bandiera) | AP    | Demetrius Ward     | 1990 | 188  | 105  |      |
| 6  | Stati Uniti (bandiera)                       | G     | Mike Flowers       | 1999 | 185  | 86   |      |
| 7  | Germania (bandiera)                          | C     | Antonio Dorn       | 2003 | 213  | 117  |      |
| 9  | Germania (bandiera)                          | A     | Jonas Niedermanner | 1996 | 205  | 92   |      |
| 10 | Germania (bandiera)                          | AP    | Giuseppe Seggio    | 2005 | 196  | 94   |      |
| 13 | Regno Unito (bandiera)                       | AP    | Kayne Henry        | 1999 | 202  | 95   |      |
| 14 | Stati Uniti (bandiera)                       | PG    | David Volz         | 2005 | 193  | 89   |      |
| 15 | Germania (bandiera)                          | AP    | Nil Failenschmidt  | 2005 | 203  | 81   |      |
| 23 | Stati Uniti (bandiera)                       | PG    | Mike Miller        | 1997 | 193  | 89   |      |
| 34 | Stati Uniti (bandiera)                       | C     | Nick Muszynski     | 1998 | 211  | 108  |      |
| 90 | Montenegro (bandiera) · Germania (bandiera)  | PG    | Aleksa Bulajic     | 2002 | 200  | 90   |      |
| 99 | Cile (bandiera) · Germania (bandiera)        | AG    | Aitor Pickett      | 1999 | 203  | 98   |      |

### Staff tecnico
| Allenatore: | Igor Perović |
| Assistenti: | Albin Mauz   |